# 圣卢德戈努瓦
圣卢德戈努瓦（法語：Saint-Loup-de-Gonois，法語發音：[sɛ̃ lu də ɡɔnwa]）是法国卢瓦雷省的一个旧市镇，属于蒙塔日区。2019年，圣卢德戈努瓦并入市镇拉塞勒叙勒比耶。

## 地理
圣卢德戈努瓦（48°3'32"N, 2°55'15"E）面积6.16 平方千米，位于法国中央-卢瓦尔河谷大区卢瓦雷省，该省份为法国中北部省份，北起埃松省，西北接厄尔-卢瓦省，西南接卢瓦-谢尔省，南至涅夫勒省和谢尔省，东临约讷省，东北接塞纳-马恩省。
与圣卢德戈努瓦接壤的市镇（或旧市镇、城区）包括：梅兰维尔、库尔特莫、卢祖埃。
圣卢德戈努瓦的时区为UTC+01:00、UTC+02:00（夏令时）。

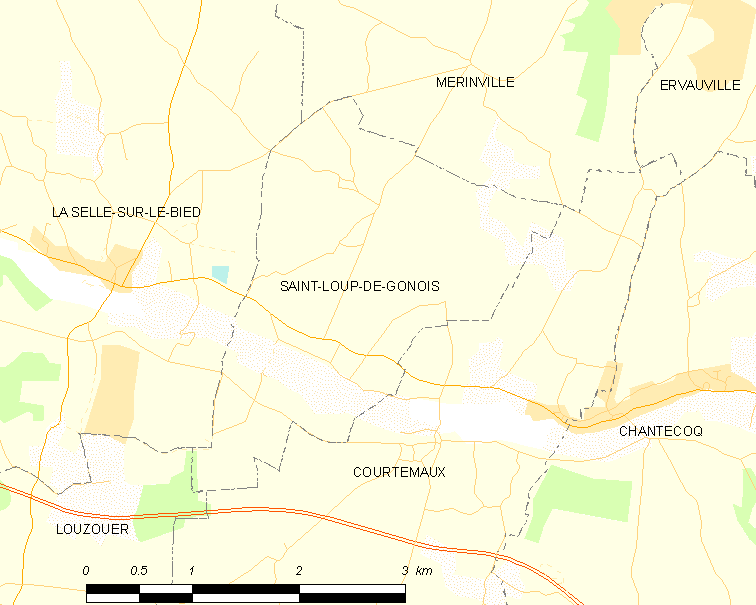
圣卢德戈努瓦的OSM定位图

## 行政
圣卢德戈努瓦的邮政编码为45210，INSEE市镇编码为45287。

## 政治
圣卢德戈努瓦所属的省级选区为库特奈县。

## 人口

1962-2008年间圣卢德戈努瓦人口变化图示

圣卢德戈努瓦于2018年1月1日时的人口数量为107人。